# 전쟁 신부

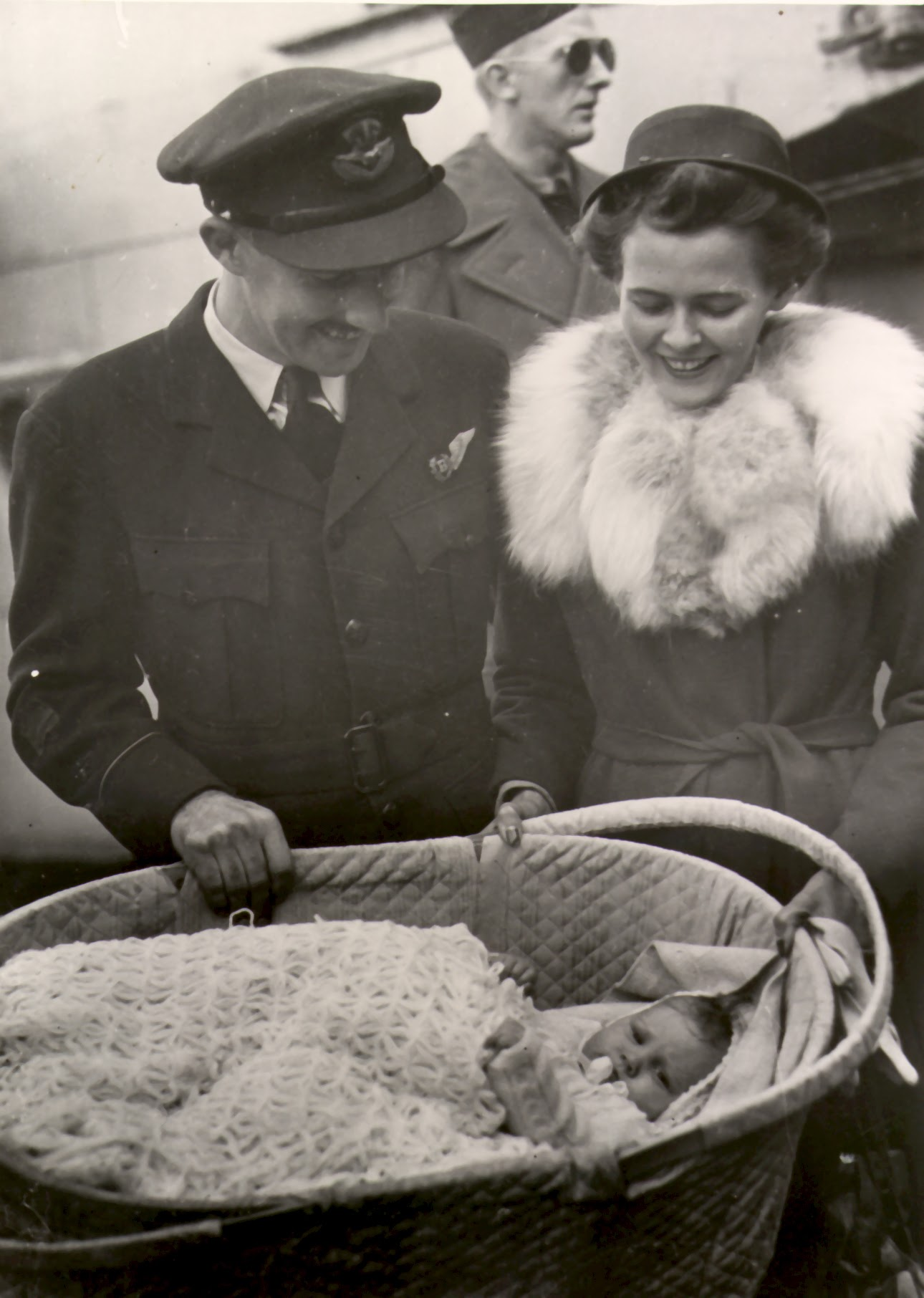
1945년 시드니에서 캐나다인 신부와 딸을 만나는 오스트레일리아 비행 장교.

전쟁 신부는 전쟁 중이나 군사 점령 기간에 다른 나라 군인과 결혼한 여성을 일컫는 말로, 제1차 세계 대전과 제2차 세계 대전 중에 매우 빈번하게 발생한 관습이다.
연합국 군인들은 전쟁이 끝날 무렵 주둔했던 미국, 영국, 오스트레일리아, 뉴질랜드, 중화인민공화국, 일본, 프랑스, 이탈리아, 그리스, 독일, 폴란드, 룩셈부르크, 태국, 베트남, 필리핀, 중화민국, 한국, 소련 등 여러 나라에서 많은 여성과 결혼했다. 비슷한 결혼은 나중에 미군과 다른 반공주의 군인이 참전한 한국과 베트남에서도 발생했다.
전쟁 신부라는 용어는 원래 해외에서 캐나다 군인과 결혼한 후 제1, 2차 세계 대전 이후 남편을 따라 캐나다로 이민 온 여성을 지칭하는 데 처음 사용되었다. 이 용어는 나중에 제2차 세계 대전 동안 널리 사용되었다. 이는 1919년 1월 캐나다 정부가 캐나다 군인의 모든 부양가족을 영국에서 캐나다로 수송해 주겠다고 제안하면서 시작되었다. 여기에는 무료 해상 운송(삼등석)과 철도 통행이 포함되었다. 현재 전쟁 신부와 그 자녀의 수는 공식적인 수치로 나와 있지 않다. 1946년 말까지 4만 명 이상의 캐나다 군인이 유럽 여성과 결혼했다.
제1차 세계 대전에서 미국 군인과 결혼한 유럽인 신부의 정확한 수는 없다. 연구에 따르면 제1차 세계 대전 이후 벨기에, 잉글랜드, 아일랜드섬, 프랑스, 그리스, 러시아, 이탈리아, 독일에서 수천 명에서 수만 명에 이르는 전쟁 신부가 미국으로 이민 온 것으로 나타났다.
제2차 세계 대전 종전 후 유럽과 아시아에서 미국 군인의 전쟁 신부가 된 여성의 수는 수십만 명으로 추산된다.
외국 군인과 현지 여성 간의 국제결혼에는 여러 요인이 작용했다. 제2차 세계 대전 후, 일본의 많은 여성들은 미국 군인들의 개인적 특성과 지위에 감탄했고, 미국 군인들 또한 일본 여성들에게 상호 매력을 느꼈다. 영국 여성들은 미국 군인들이 비교적 높은 수입을 가졌고 친근하게 인식되었기 때문에 매력을 느꼈다. (영국의 캐치프레이즈, "과도한 급여, 과도한 성적 매력, 그리고 이쪽에 있는"은 호주 대중문화에도 들어왔다.)
아시아인 전쟁 신부와의 결혼은 미국 이민법뿐만 아니라 민족간 결혼, 인종간 결혼, 종교간 결혼, 교파간 결혼 커플에 대한 대중의 인식에 상당한 영향을 미쳤다. 아시아인 아내들의 대규모 미국 이주는 기존의 인종간 결혼 금지법에 의해 저지되었으나, 미국에서 일본인 이민 신부들의 높은 평판 때문에 이러한 커플에 대한 광범위한 대중의 동정심이 있었다. 이는 미국 군인들의 광범위한 법 위반과 미국 내 민족간 및 인종간 커플에 대한 관용 증가로 이어졌고, 궁극적으로는 매우 제한적인 1924년 이민법이 1952년에 폐지되는 결과를 낳았다.

## 필리핀-미국 전쟁
필리핀-미국 전쟁 이후 일부 필리핀 여성은 미군과 결혼했다. 이 필리핀 여성들은 이미 미국 국적자였기 때문에 미국으로 이민 왔을 때 이전의 아시아계 이민자들과는 법적 지위가 상당히 달랐다.

## 제1차 세계 대전의 전쟁 신부
제1차 세계 대전의 전쟁 신부에 대한 공식적인 수치는 없다. 한 보고서에 따르면 제1차 세계 대전 동안 25,000명의 캐나다 군인이 영국 여성과 결혼한 것으로 추산된다. 제2차 세계 대전에서는 약 48,000명의 여성이 해외에서 캐나다 군인과 결혼했다. 1948년 3월 31일까지 캐나다 정부는 약 43,500명의 전쟁 신부와 21,000명의 자녀를 캐나다로 수송했다.
정확한 수치는 없지만, 제1차 세계 대전에서 미국 군인과 결혼한 유럽인 신부의 수에 대한 연구는 제1차 세계 대전 이후 5,000명에서 18,000명 사이가 미국으로 이민 온 것으로 추정한다. 신부들은 벨기에, 잉글랜드, 아일랜드, 프랑스, 러시아, 이탈리아, 독일 출신이었다.

## 제2차 세계 대전의 전쟁 신부

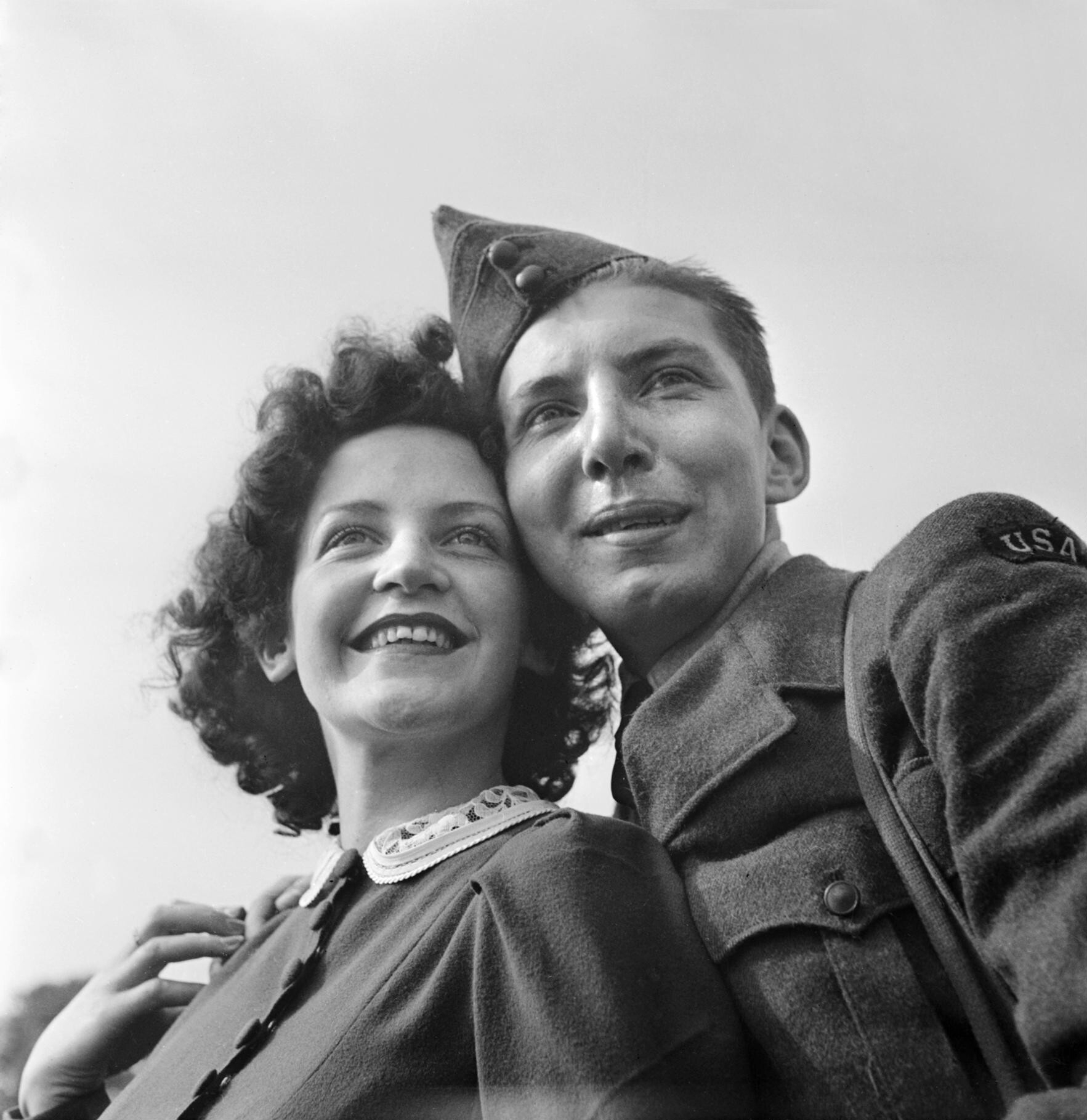
1941년 영국 본머스의 한 미군과 영국 여성.

### 미국
제2차 세계 대전 종전 후 동아시아 출신 여성 5만~10만 명이 미국 군인과 결혼했으며, 1945년부터 1965년까지 필리핀, 일본, 대한민국에서 총 20만 명의 아시아 여성이 이주한 것으로 추정된다. 1947년부터 1975년까지 일본에서 온 전쟁 신부와 군인 배우자는 총 66,681명, 한국에서 28,205명, 필리핀에서 51,747명, 태국에서 11,660명, 베트남에서 8,040명으로 추산된다.
미국 육군의 오퍼레이션 워 브라이드는 궁극적으로 약 7만 명의 여성과 어린이를 수송했으며, 1946년 초 영국에서 시작되었다. 언론은 이를 오퍼레이션 다이퍼 런(Operation Diaper Run)이라고 불렀다. 첫 번째 전쟁 신부 그룹(영국 여성 452명과 그들의 자녀 173명, 그리고 신랑 1명)은 1946년 1월 26일 SS 아르헨티나호를 타고 사우샘프턴 항구를 떠나 1946년 2월 4일 미국에 도착했다. 영국 전후 이주에 따르면, 미국 이민귀화국은 브리튼 제도 출신 전쟁 신부 37,553명과 신랑 59명이 1945년 전쟁 신부법을 이용하여 미국으로 이민했다고 보고했다. 수년에 걸쳐 전쟁 신부법과 그 후의 개정안 통과 이후 약 30만 명의 외국 전쟁 신부가 미국으로 이주했으며, 그 중 51,747명이 필리핀인이었다.
다른 추정치에 따르면 유럽 대륙 출신 여성 20만 명이 미국 군인과 결혼했다. 1942년에서 1952년 사이에 약 7만 명의 GI 전쟁 신부가 영국을 떠났고, 15,500명이 오스트레일리아에서, 14,000~20,000명이 독일에서, 1,500명이 뉴질랜드에서 미국 군인과 결혼하여 미국으로 이주했다.

#### 아시아계 이민 신부가 미국 이민법에 미친 영향

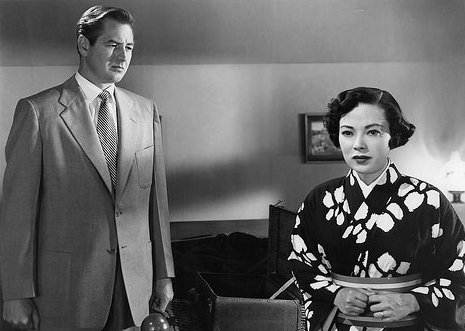
1952년 영화 재패니즈 워 브라이드는 혼혈 부부의 경험에 공감하며 차별에 맞서는 그들의 용기를 강조했다.

제2차 세계 대전 종전과 일본 점령기 동안 약 5만 명의 미군이 일본인 여성과 결혼했다. 이 결혼 중 75%는 백인 미군과 일본인 신부 사이였다. 아시아 여성과의 결혼은 기존의 인종간 결혼 금지법 때문에 처음에는 법적 장애에 직면했다. 그러나 미국 군인들이 일본 여성과 결혼하려는 의지는 광범위한 법 위반으로 이어졌다. 일본인 전쟁 신부의 긍정적인 수용은 인종간 커플이 직면한 어려움에 대한 일반 대중의 동정심을 불러일으켰고, 인종간 커플에 대한 관용 증가를 촉진했다. 1947년, 전쟁 신부법은 미군 자녀에게 인종이나 민족에 관계없이 시민권을 부여하도록 개정되었다. 궁극적으로 일본 여성과의 인종간 결혼을 정상화하려는 노력은 매캐런-월터법의 통과로 이어졌고, 이 법은 1924년 이민법을 폐지함으로써 비북서 유럽 이민자에 대한 이민 및 시민권 요건의 제한을 완화했다.
일본 전쟁 신부의 딸인 저널리스트 크래프트 영에 따르면, 약 5만 명의 일본 전쟁 신부가 미국으로 이주했다.
그러나 미 영사관에 따르면 점령이 끝날 무렵 73%가 백인 남성과 일본인 여성인 결혼은 8천 건이 넘었다고 집계했다.

### 오스트레일리아

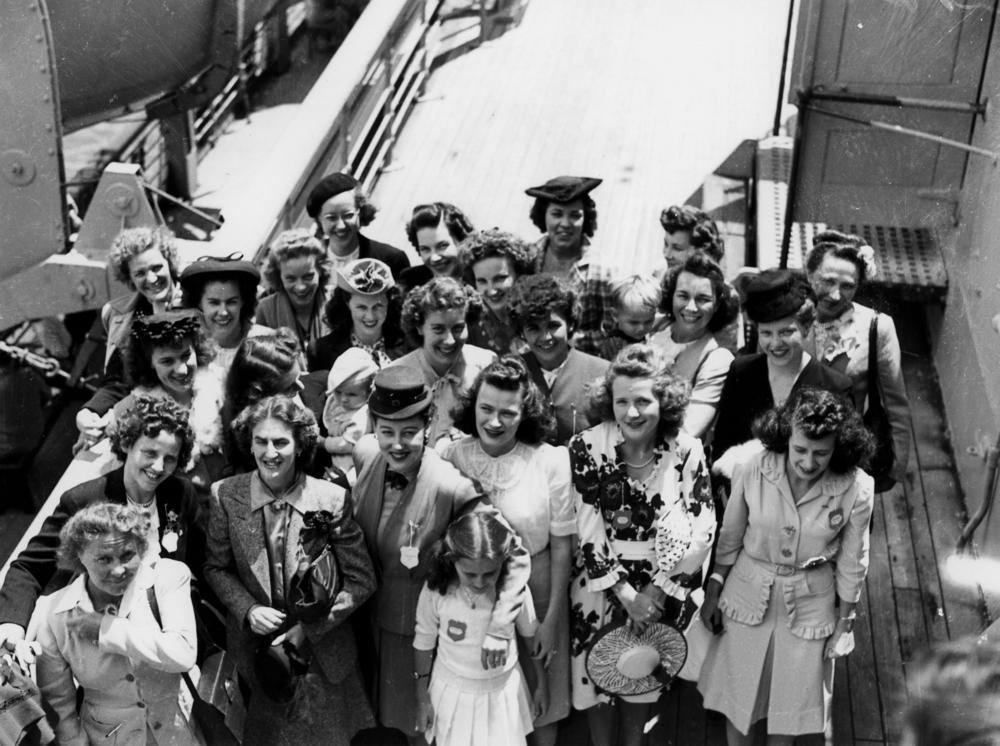
1945년 10월 브리즈번에 도착한 영국 전쟁 신부들.

1945년과 1946년에 오스트레일리아에서는 전쟁 신부와 그 자녀들이 배를 타고 이동하는 것을 돕기 위해 여러 대의 신부 열차가 운행되었다.
오스트레일리아 전쟁 신부를 9년간 연구한 역사가 로빈 애로우스미스에 따르면, 12,000명에서 15,000명의 오스트레일리아 여성이 방문 중인 미군과 결혼하여 남편과 함께 미국으로 이주했다.

### 영국

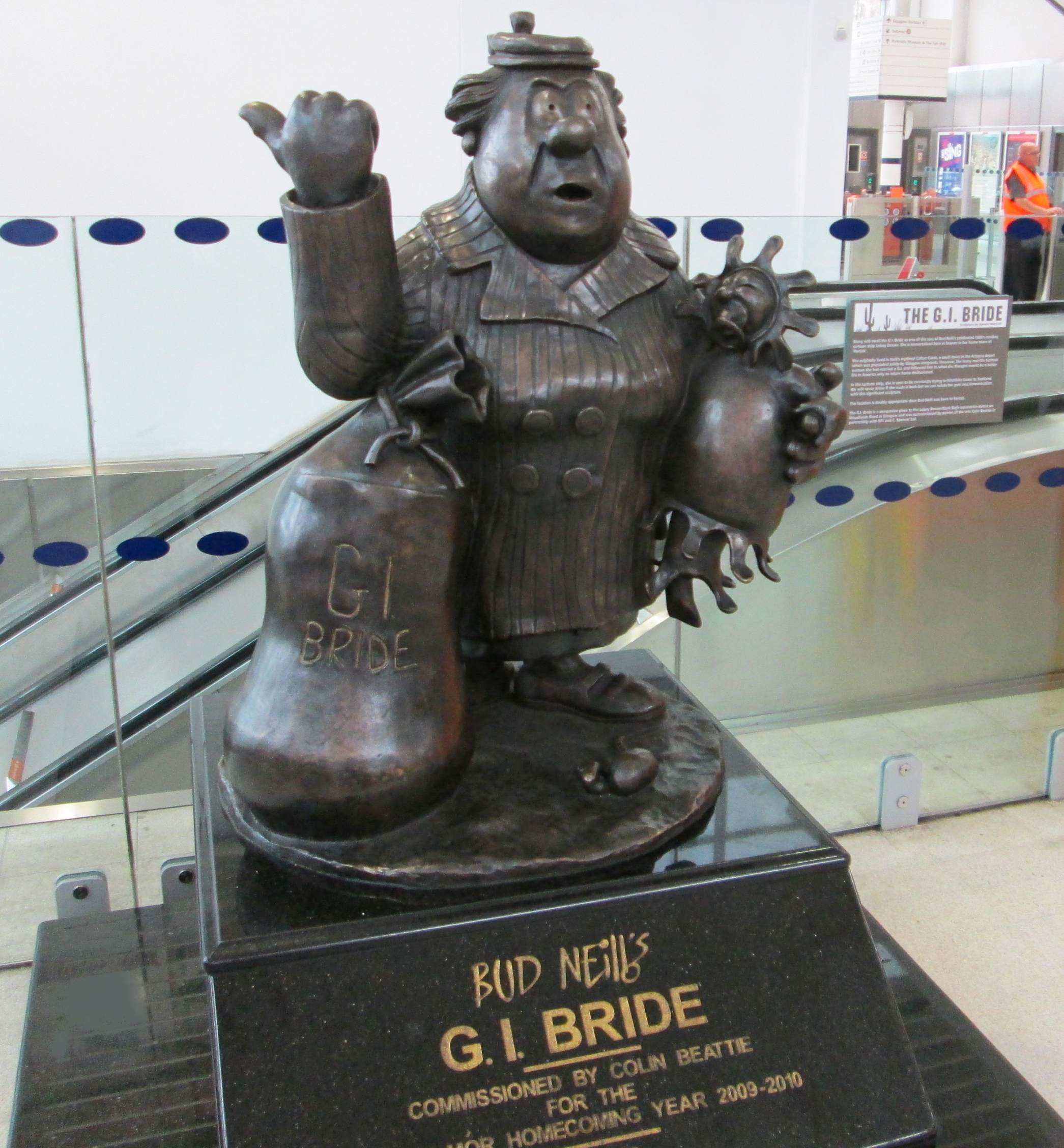
버드 닐의 로베이 도서 시리즈에서 G.I. 신부 캐릭터(아기 네드를 안고)로 묘사된 스코틀랜드 출신 전쟁 신부들은 애리조나주의 가상의 칼튼 크릭에서 스코틀랜드 파틱으로 히치하이킹을 시도하는 모습으로 축하받았다. 이 동상은 2011년 파틱역에 세워졌다.

많은 전쟁 신부들이 제2차 세계 대전 이후 HMS 빅토리어스를 타고 오스트레일리아와 다른 나라에서 영국으로 왔다. 1940년대에 약 7만 명의 전쟁 신부가 영국을 떠나 미국, 캐나다 및 다른 곳으로 이주했다.

### 캐나다
캐나다에는 47,783명의 영국 전쟁 신부가 약 21,950명의 아이들과 함께 도착했다. 1939년부터 대부분의 캐나다 군인들이 영국에 주둔했기 때문에 캐나다에 도착한 모든 전쟁 신부의 약 90%가 영국인이었다. 3천 명의 전쟁 신부는 네덜란드, 벨기에, 뉴펀들랜드, 프랑스, 이탈리아, 아일랜드, 스코틀랜드 출신이었다. 캐나다 군인과 영국 신부의 첫 결혼은 1939년 12월, 첫 캐나다 군인이 도착한 지 43일 만에 판버러 교회에서 등록되었다. 이들 전쟁 신부 중 다수는 1944년부터 캐나다로 이민을 시작하여 1946년에 절정을 이루었다. 캐나다 국방부는 캐나다 전우국(Canadian Wives' Bureau)이라는 특별 기관을 설립하여 전쟁 신부의 수송을 주선하고 캐나다 생활 적응을 도왔다. 대부분의 캐나다 전쟁 신부는 핼리팩스의 피어 21에 도착했으며, 가장 흔하게는 다음과 같은 병력 및 병원선인 RMS 퀸 메리, RMS 레이디 넬슨, SS 레티티아, RMS 모리타니아, RMS 스키티아, SS 일 드 프랑스를 이용했다.
특히, 어니스트 하먼 공군기지가 존재했던 기간(1941년~1966년) 동안 약 3만~4만 명의 뉴펀들랜드 여성이 미국 군인과 결혼했는데, 이는 제2차 세계 대전 중 나치 독일과 냉전 중 소련으로부터 섬과 북미를 방어하기 위해 수만 명의 미군이 도착했기 때문이다. 많은 전쟁 신부들이 미국에 정착하여 1966년 뉴펀들랜드 정부는 그들과 가족들이 재회할 기회를 제공하기 위해 특별히 고안된 관광 캠페인을 만들었다.
피어 21 캐나다 이민 박물관에는 전쟁 신부 전용 전시물과 소장품이 있다. 피어 21에는 국립 역사 유적지 표지판도 있다.

### 독일
제2차 세계 대전 중과 후에 대부분의 독일 신부는 백인 미국인과 결혼했지만, 일부는 비백인 군인과 결혼했다. 미국 관리들에게 미국으로 이민 신청을 한 유럽 전쟁 신부들은 아프리카계 미국인 또는 필리핀계 미국인 남성과 관련된 인종간 결혼에 대한 승인이 적었기 때문에 때때로 거부당했다.

### 이탈리아
1943년~1945년 전역 동안 이탈리아 여성과 미국 군인 사이에는 1만 건 이상의 결혼이 있었다.
이탈리아 여성과 아프리카계 미국인 군인 사이의 관계에서 물라티니가 태어났는데, 이들 중 많은 아이들이 고아원에 버려졌다. 당시 많은 미국 주에서는 인종간 결혼이 합법적이지 않았기 때문이다.

### 일본
일본 전쟁 신부는 제2차 세계 대전 이후 자국이 군사 점령된 후 미국 시민과 결혼한 여성을 말한다. 이들의 배우자는 주로 GI(미군 병사)나 군인이었다.
제2차 세계 대전 이후 미국의 일본 점령은 군인과 일본 여성 간의 많은 인종간 결혼을 촉진했다. 일본이 패배하고 전후 식량난을 겪자 많은 여성들이 가족을 부양하기 위한 수단으로 직업을 찾았다. 또한 많은 여성들이 승리로 인해 GI가 지닌 지위, 권력, 명성에 매료되어 미국 이민을 통해 새로운 경제적 기회를 찾았다.
만주국과 내몽골에 식민지 개척자로 보내진 수천 명의 일본인이 중화인민공화국에 남겨졌다. 중화인민공화국에 남겨진 일본인 대부분은 여성이었으며, 이들 중 대부분은 중국 남성과 결혼하여 "잔류 부인"(zanryu fujin)으로 알려졌다. 이들은 중국 남성과의 사이에 자녀를 두었기 때문에 중국인 가족을 일본으로 데려올 수 없었고, 그래서 대부분은 그대로 남았다. 일본 법은 일본인 아버지에게서 태어난 자녀만이 일본 시민이 될 수 있도록 허용했다. 1972년이 되어서야 중일 외교 관계가 회복되어 이 생존자들에게 일본을 방문하거나 이민할 기회가 주어졌다. 그럼에도 불구하고 이들은 어려움을 겪었다. 너무 오랫동안 실종 상태여서 본국에서는 사망 처리된 경우도 많았다.
그러나 트루먼 대통령이 외국인 아내 법안에 서명하면서 1945년 전쟁 신부법을 제정하여 이민 제한을 완화했으며, 이는 군인 배우자들이 1924년 이민법에서 정한 할당량을 어기지 않고 이민할 수 있도록 허용했다. 1946년과 1947년의 군인 신부법 개정안에 따라 이민 기간이 30일 연장되었고, 이로 인해 1947년에서 1975년 사이에 거의 67,000명의 일본인 여성이 이민을 오게 되었다. 그러나 이들은 1952년 매캐런-월터법이 통과되어 거주자의 귀화에 인종을 기준으로 삼는 것이 금지될 때까지 귀화할 수 없었다. 새로운 이민 법안은 아시아 전쟁 신부가 미국으로 이주하는 아시아 여성의 가장 큰 사례가 되면서 아시아 이민 패턴에 지대한 영향을 미쳤다. 불과 15년 만에 72,000명이 넘는 여성들이 이주하면서 아시아계 미국인 인구는 20% 증가했고, 이는 많은 일본 여성들에게 대중의 관심을 더 많이 받게 했다.
이 여성들은 빈곤층에서 상류층에 이르기까지 다양한 배경을 가지고 있었지만, 모두 전쟁으로 인한 파괴와 폭격으로 황폐해졌다. 그들은 전후 식량, 연료, 고용 부족으로 인해 자신과 가족을 부양하는 데 어려움을 겪는 경우가 많았다.  많은 여성들이 군사 기지에서 웨이터, 점원, 비서로 일하면서 군인들을 만났다. 그들은 새로운 삶을 개척하기 위해 미국으로 이주하는 것을 선택하는 경우가 많았다.
제2차 세계 대전 이후 전쟁 신부로 이민 온 일본 여성들은 아시아계 모범적 소수 민족 고정관념을 형성하는 데 활용되었다. 예를 들어, 일본의 미국 적십자사 신부 학교는 그들에게 주류 미국 사회에 올바르게 동화되는 방법을 가르쳤다. 그들의 수업은 가정 경제학, 미국 역사, 가사, 육아 교과서를 제공했으며, 궁극적으로 현대 일본 여성의 신념을 형성하여 이러한 행동이 성 역할에 대한 주류 미국인의 견해와 일치하도록 했다. 이 수업 중 일부는 여성에게 베이킹이나 하이힐을 올바르게 신는 방법까지 가르쳤다. 이상적인 아내는 좋은 어머니, 주부, 남편의 동반자가 되도록 교육받았다. 따라서 좋은 주부가 행동해야 할 이상적인 개념에 순응함으로써, 이 일본 여성들은 종종 다른 사람들이 본받아야 할 모범적인 소수 민족이 되었고, 동화된 이민자가 어떤 모습이어야 하는지를 보여주는 예시로 내세워졌다.  더 나아가, 1965년 이민법이 통과되면서 이민은 더 이상 인종, 민족, 국적 또는 신조에 의해 법적으로 제한될 수 없게 되었다.
이러한 언어 및 행동 수업에도 불구하고, 많은 일본 여성들은 특히 수십만 명의 일본계 미국인들이 억류된 후 공동체를 찾는 데 어려움을 겪었으며, 분리 및 전후 외국인 혐오의 맥락에서 자신들의 인종적 지위에 대해 혼란스러워했다.

### 베트남
일부 일본 군인들은 베트남 여성과 결혼하거나 베트남에 남겨진 베트남 여성과의 사이에 여러 자녀를 두었으며, 일본 군인들은 1955년에 일본으로 귀국했다. 베트남의 공식적인 역사 서술은 이들을 강간과 매춘으로 태어난 자녀로 본다. 일본은 버마, 인도네시아, 태국, 필리핀 여성들과 함께 베트남 여성을 위안부로 강제했으며, 이들은 아시아 위안부 전체에서 상당한 비율을 차지했다. 일본이 말라야와 베트남 여성을 위안부로 사용했다는 사실은 증언으로 입증되었다. 현재 말레이시아, 인도네시아, 필리핀, 버마, 태국, 캄보디아, 베트남, 조선민주주의인민공화국, 대한민국 지역에 위안부 기지가 있었다. 김춘희라는 이름의 한국인 위안부는 베트남에 남아 1963년 44세의 나이로 사망했으며, 유제품 농장, 카페, 미화 현금, 20만 달러 상당의 다이아몬드를 소유하고 있었다.
전쟁 직후 일부 일본 군인들은 전쟁 신부들과 함께 남아 있었으나, 1954년 베트남 정부의 명령으로 일본으로 돌아가게 되었고, 아내와 자녀를 버리도록 권유받았다.
버려진 베트남 전쟁 신부들은 혼자 아이를 키우게 되었고, 종종 베트남을 점령했던 적군과 관계를 맺었다는 이유로 혹독한 비난을 받았다.

## 한국
한국 전쟁 신부는 미국 GI와 결혼하여 자유와 경제적 발전을 위한 기회를 추구하기 위해 미국으로 이민 온 여성을 말한다. 많은 한국 여성들은 일본이 제2차 세계 대전에서 패배한 후 한국이 독립 국가가 된 후 일본 전쟁 신부와 비슷한 길을 걸었다. 일본 식민지가 탈식민지화된 후, 공산주의 확산과 냉전 봉쇄 정책에 대한 우려와 6.25 전쟁으로 인해 많은 미국 군인들이 한국에 주둔하게 되었다. 이 전쟁 신부들은 종종 도박장, 매춘 또는 기타 불법 사업을 통해 군사 기지에서 미국 군인들을 만났다. 일본의 전쟁 신부들과 마찬가지로, 많은 한국 여성들은 한국이 자신들에게 경제적 기회와 성공을 거의 제공하지 못한다고 확신했다. 따라서 그들은 결혼을 부와 번영이 가득한 새로운 나라로 가는 관문으로 보았다.
한국 전쟁 신부들이 미국 사회에 동화되는 데 어려움을 겪었음에도 불구하고, 그들은 일반적으로 새로운 나라에서 더 큰 경제적 기회를 누렸다. 6.25 전쟁 중과 직후 6,423명의 한국 여성이 전쟁 신부로 미군과 결혼했다.

## 베트남 전쟁
1964년에서 1975년 사이에 8,040명의 베트남 여성이 전쟁 신부로 미국에 왔다.

## 이라크 및 아프가니스탄 전쟁
베트남 이후의 전쟁에서 전쟁 신부의 수는 종교와 문화의 차이, 전쟁 기간 단축, 직접적인 명령, 이민 및 군사 법률의 변화로 인해 감소했다. 2006년 기준으로 미국 군인이 이라크 및 아프간 배우자와 약혼자를 위해 신청한 비자는 약 2,000건에 불과했다. 그럼에도 불구하고 미국 군인들이 이라크 및 아프간 여성과 결혼한 몇몇 잘 알려진 사례가 있었다.

## 같이 보기
- 전쟁 신부법
- 에스윈 리스터 (1923–2009), 캐나다 전쟁 신부 경험에 대해 광범위하게 글을 쓴 것으로 가장 잘 알려진 영국 태생의 캐나다 작가
- 전쟁 아이들
- ISIL의 신부들
- GI 신부들, 제2차 세계 대전 영국 전쟁 신부에 대한 서사적 논픽션 책
- 전쟁 신부, 1916년 허버트 브레논 감독, 알라 나지모바 주연의 무성 영화
- 나는 전쟁 신부, 남성 전쟁 신부 역할을 한 케리 그랜트가 출연하는 스크루볼 코미디 영화
  - 로저 찰리어 (1921–2018), 영화의 영감을 준 인물
- 재패니즈 워 브라이드, 킹 비도어 감독, 야마구치 요시코와 돈 테일러 주연의 1952년 영화
- 나비 부인, 자코모 푸치니의 1904년 오페라로, 미국 해군 중위인 남편에게 버림받은 일본인 어린 신부 이야기로, 1989년 미스 사이공으로 재해석되었다.

## 더 읽어보기
- Lonnie D. Story (March 2004). 《The Meeting of Anni Adams: The Butterfly of Luxembourg》. ISBN 1932124268.
- Carol Fallows (2002). 《Love & War: stories of war brides from the Great War to Vietnam》. ISBN 1863252673.
- Keiko Tamura (2003). 《Michi's memories: the story of a Japanese war bride》. ISBN 1740760018.
- Herbison, Chico. Schultz, Jerry. "Quiet Passages: The Japanese War Bride American Experience." The Center for East Asian Studies: The University of Kansas